# Zaven de Manazkert
Zaven de Manazkert ou Manazkertsi (en arménien Զավեն Մանազկերտցի) est catholicos d'Arménie de 377 à 381.

## Biographie
Zaven appartient à la seconde famille ecclésiale arménienne (la première étant celle de Grégoire l'Illuminateur), descendant d'Albanios de Manazkert : il est en effet un parent de son prédécesseur, Houssik II de Manazkert.
Il devient catholicos à la mort de ce dernier en 377, et le reste jusqu'en 381 ; son frère Aspourakès de Manazkert lui succède.